# Charlie Mason
Charlie Charters Mason (né le 1er février 1912 à Seaforth, dans la province de l'Ontario au Canada - mort le 18 mai 1971) est un joueur professionnel canadien de hockey sur glace.

## Carrière de joueur
Il commence sa carrière de professionnel en 1932-1933 avec les Crescents de Saskatoon dans la Western Canada Hockey League.

## Statistiques
| Saison     | Équipe                        | Ligue      |    | Saison régulière | Saison régulière | Saison régulière | Saison régulière | Saison régulière |   | Séries éliminatoires | Séries éliminatoires | Séries éliminatoires | Séries éliminatoires | Séries éliminatoires |
| Saison     | Équipe                        | Ligue      | PJ | B                | A                | Pts              | Pun              | PJ               | B | A                    | Pts                  | Pun                  |                      |                      |
| 1929-1930  | Université de la Saskatchewan | LHSS-N     | -  | -                | -                | -                | -                | 2                | 0 | 0                    | 0                    | 0                    |                      |                      |
| 1930-1931  | Université de la Saskatchewan | LHSS-N     | 7  | 1                | 4                | 5                | 4                | -                | - | -                    | -                    | -                    |                      |                      |
| 1930-1931  | Westleys de Saskatoon         | LHJS-N     | 3  | 0                | 1                | 1                | 0                | 2                | 0 | 0                    | 0                    | 0                    |                      |                      |
| 1931-1932  | Crescents de Saskatoon        | LHSS-N     | 16 | 9                | 2                | 11               | 2                | 2                | 0 | 0                    | 0                    | 0                    |                      |                      |
| 1931-1932  | Westleys de Saskatoon         | LHSS-N     | 4  | 4                | 1                | 5                | 2                | 8                | 2 | 0                    | 2                    | 0                    |                      |                      |
| 1932-1933  | Crescents de Saskatoon        | WCHL       | -  | 13               | 7                | 20               | 6                | -                | - | -                    | -                    | -                    |                      |                      |
| 1933-1934  | Lions de Vancouver            | NWHL       | 33 | 22               | 8                | 30               | 8                | -                | - | -                    | -                    | -                    |                      |                      |
| 1934-1935  | Rangers de New York           | LNH        | 46 | 5                | 9                | 14               | 14               | 4                | 0 | 1                    | 1                    | 0                    |                      |                      |
| 1935-1936  | Ramblers de Philadelphie      | CAHL       | -  | 8                | 7                | 15               | 9                | -                | - | -                    | -                    | -                    |                      |                      |
| 1935-1936  | Rangers de New York           | LNH        | 28 | 1                | 5                | 6                | 30               | -                | - | -                    | -                    | -                    |                      |                      |
| 1936-1937  | Ramblers de Philadelphie      | IAHL       | 48 | 25               | 15               | 40               | 17               | -                | - | -                    | -                    | -                    |                      |                      |
| 1937-1938  | Sound Tigers de Bridgeport    | IAHL       | 45 | 24               | 20               | 44               | 11               | -                | - | -                    | -                    | -                    |                      |                      |
| 1938-1939  | Hornets de Pittsburgh         | IAHL       | 25 | 8                | 16               | 24               | 4                | -                | - | -                    | -                    | -                    |                      |                      |
| 1938-1939  | Red Wings de Détroit          | LNH        | 6  | 0                | 1                | 1                | 0                | -                | - | -                    | -                    | -                    |                      |                      |
| 1938-1939  | Blackhawks de Chicago         | LNH        | 13 | 1                | 3                | 4                | 0                | -                | - | -                    | -                    | -                    |                      |                      |
| 1939-1940  | Barons de Cleveland           | IAHL       | 40 | 12               | 12               | 24               | 15               | -                | - | -                    | -                    | -                    |                      |                      |
| 1940-1941  | Buffalo/Springfield           | LAH        | 44 | 17               | 18               | 35               | 14               | 2                | 0 | 0                    | 0                    | 0                    |                      |                      |
| 1941-1942  | Providence/Philadelphie       | LAH        | 59 | 7                | 22               | 29               | 12               | -                | - | -                    | -                    | -                    |                      |                      |
| Totaux LNH | Totaux LNH                    | Totaux LNH | 93 | 7                | 18               | 25               | 44               | 4                | 0 | 1                    | 1                    | 0                    |                      |                      |

## Trophée et Distinction

### Ligue américaine de hockey
- Première équipe d'étoiles en 1937-1938.